# Lee Israel
Leonore Carol Israel (3 de diciembre de 1939 – 24 de diciembre de 2014), conocida como Lee Israel, fue una escritora y biógrafa estadounidense conocida por cometer falsificación literaria. Su autobiografía, escrita en el 2008 y titulada Can You Ever Forgive Me? (¿Podrás perdonarme?) se adaptó al cine en una película del mismo nombre en la que la actriz Melissa McCarthy lleva el protagónico.

## Primeros años y educación
Israel nació en Brooklyn, Nueva York, en el seno de una familia judía. Sus padres fueron Jack y Sylvia  Israel y tenía un hermano, Edward. Se graduó en la escuela secundaria Midwood High School y en 1961 en el College de Brooklyn.

## Carrera profesional
Israel comenzó su carrera como escritora autónoma en los años 60. Su retrato literario de la actriz Katharine Hepburn, a quien Israel había visitado en California poco antes de la muerte de Spencer Tracy, fue publicado en noviembre de 1967 por la revista Esquire. La carrera de Israel escribiendo en revistas continuó durante los años 70. También durante los 70, y en los 80, publicó biografías de la actriz Tallulah Bankhead, de la periodista  Dorothy Kilgallen y de la magnate de los cosméticos Estée Lauder. La biografía sobre Kilgallen fue bien recibida y apareció en la lista de libros más vendidos del diario neoyorquino The New York Times.
En su autobiografía de 2008, titulada Can You Ever Forgive Me? (¿Podrás perdonarme algún día?), Israel mencionó  que en 1983 recibió un avance de Macmillan Company para comenzar un proyecto sobre Lauder, sobre lo cual escribió que "Macmillan pidió una biografía no autorizada incluyendo los defectos de Lauder. Acepté la oferta aunque no me importaran sus defectos.": 16  Israel también mencionó que Lauder la intentó sobornar repetidamente para que desista de seguir con el proyecto.: 17  En el libro, Israel desacreditó declaraciones públicas de Lauder en donde la misma declaró haber nacido dentro de la aristocracia europea y acudir a la iglesia  regularmente. En 1985, Lauder escribió una autobiografía que su editor hizo coincidir con el libro de Israel.: 17  El libro de Israel, muy criticado por críticos literarios fue un fracaso comercial.: 17  "Me he equivocado", escribió Israel. "En vez de aceptar un gran monto de dinero de una mujer tan rica como Oprah, publiqué un libro malo, sin importancia, a las apuradas [para publicar antes que Lauder].": 16  Tras este fracaso, la carrera de Israel fue a menos, marcada por alcoholismo y una personalidad que algunos encontraban "difícil".

### Falsificación literaria
En 1992 la carrera de Israel como escritora de libros y de artículos de revista estaba acabada. Intentó trabajar como asalariada pero sin éxito.: 21  Para ganar dinero, empezó a  falsificar cartas de actores y escritores difuntos (se estima que Israel falsificó más de 400 cartas). Más adelante robó cartas reales y documentos autografiados por personas famosas de bibliotecas y archivos de museo  reemplazándolos con copias falsificadas por ella misma. Israel y Jack Hock, su cómplice, vendían tanto las falsificaciones como los  originales robados. (Hock había sido liberado de prisión recientemente por cometer un atraco a mano armada a un taxista). Según Israel esto continuó durante más de un año hasta que dos agentes encubiertos del FBI interrogaron a Israel en una acera de Manhattan al interceptarla al salir de una delicatessen.
No está claro cómo fueron detectadas sus falsificaciones, pero en sus memorias Israel menciona que su capacidad de vender las cartas acabó abruptamente. Menciona que un experto sobre Noël Coward insistió en que este nunca hubiera escrito sobre su homosexualidad con tanta vehemencia en tiempos en donde esta podía ser castigada con prisión.
En sus memorias, Israel aclara que su nombre, asociado con cartas de celebridades, se convirtió en algo "tóxico" de forma repentina. Al mismo tiempo criticó al gremio de brokers de autógrafos.
De modo significativo, su procesamiento penal se puso en marcha no por las falsificaciones que vendía a coleccionistas, sino por las falsificaciones que dejaba en las bibliotecas y archivos de museos tras robar las cartas genuinas.  Las falsificaciones que vendió dentro de un mismo estado por pequeñas sumas de dinero no entraban dentro de la competencia del FBI. Pero cuando David Lowenherz (un broker de autógrafos) descubrió y reportó que una carta de Ernest Hemingway que compró a Hock, el cómplice de Israel, pertenecía en realidad a los archivos de la Universidad de Columbia fue entonces cuando se descubrió que la carta había sido reemplazada y el nombre de Israel apareció en el registro de accesos a la misma.  
En este punto en el que se contactó al FBI y tras una investigación se demostró que Israel había robado cartas auténticas pertenecientes a varias instituciones tras lo cual las reemplazó con falsificaciones.  Según David Lowenherz, Israel y Hock fueron arrestados por el FBI cuando  se encontraron en un banco para cobrar un cheque de Lowenherz.
En sus memorias, en donde cita documentos del FBI sobre su caso, Israel no concuerda con lo mencionado por Lowenherz.  Describe que su encuentro con los agentes de FBI fue en una acera fuera de un delicatessen de Manhattan en donde había estado esperando a Jack Hock para contar el dinero de una venta (unas semanas antes Israel lo había descubierto robando de otra venta).
Cuando Israel salió a la acera un hombre la llamó por su nombre de pila, "Lee!", y  notó que otro hombre "parecía estar con él". "El hombre más próximo me mostró una gran estrella pegada a su billetera que brilló contra el sol. Una multitud se juntó a nuestro alrededor." Ellos le dijeron que necesitaría de un abogado. Los agentes no la arrestaron ni le dijeron qué iba a pasar luego. Sí le dijeron que Jack Hock estaba bajo custodia federal y que este pidió que Israel no intente contactarlo.
La escritora regresó inmediatamente a su apartamento y empezó a destruir evidencia de sus delitos, arrojándola luego en contenedores de basura junto a una docena de máquinas de escribir que utilizó para reproducir el estilo de mecanografía de las cartas falsificadas. Cuando finalmente recibió una orden judicial para conservar toda evidencia la misma ya había sido destruida. En sus memorias Israel menciona que nunca fue arrestada o esposada, y que en cambio recibió citaciones para acudir al tribunal federal, sin embargo el relato de Lowenherz contradice a Israel en este punto.
En junio de 1993, Israel se declaró culpable de conspiración para transportar propiedad robada, por lo cual se le dictaminaron seis meses de arresto domiciliario y cinco años de libertad condicional. Además, fue prohibida en casi todas las bibliotecas y archivos, acabando así con cualquier posibilidad de poder reasumir su carrera como biógrafa. Eventualmente consiguió un trabajo como  editora de revistas para Scholastic Corporation.
Incluso después de haber sido  descubierta y sentenciada, algunas de sus falsificaciones seguían siendo comercializadas como auténticas. Algunas incluso eran referenciadas en libros. Con el tiempo Israel declaró sentirse orgullosa de sus actividades criminales, especialmente por sus cartas falsificadas.

### Controversia
Algunos críticos de su autobiografía cuestionaron la decisión de la editorial Simon & Schuster de publicarla, ya que de esta forma Israel se vio beneficiada. Un crítico escribió: "Estas son las divertidísimas memorias de una autoproclamada sinvergüenza buscando estabilidad financiera.  Irónicamente, en un chiste que el lector compartirá, al comprar su libro todos nosotros estamos ayudándole a ganar dinero." Tras la publicación de las memorias, Naomi Hample, dueña de una librería en Nueva York, que en 1992 había comprado algunas de las cartas falsificadas, fue citada por el The New York Times diciendo, "Ya no estoy enojada, aunque fue una costosa lección y toda una experiencia para mí. Ella es realmente una escritora excelente. Sus cartas eran  fabulosas."

## Fallecimiento
Lee Israel falleció el 24 de diciembre de 2014 en Nueva York debido a un cáncer (mieloma). Según una nota necrológica en el New York Times,  vivió  sola y no tuvo hijos. En lo que se refiere a su familia,  Israel escribió en sus memorias, "tuve un hermano con quien nunca tuve mucho en común.": 111 

## Biopic

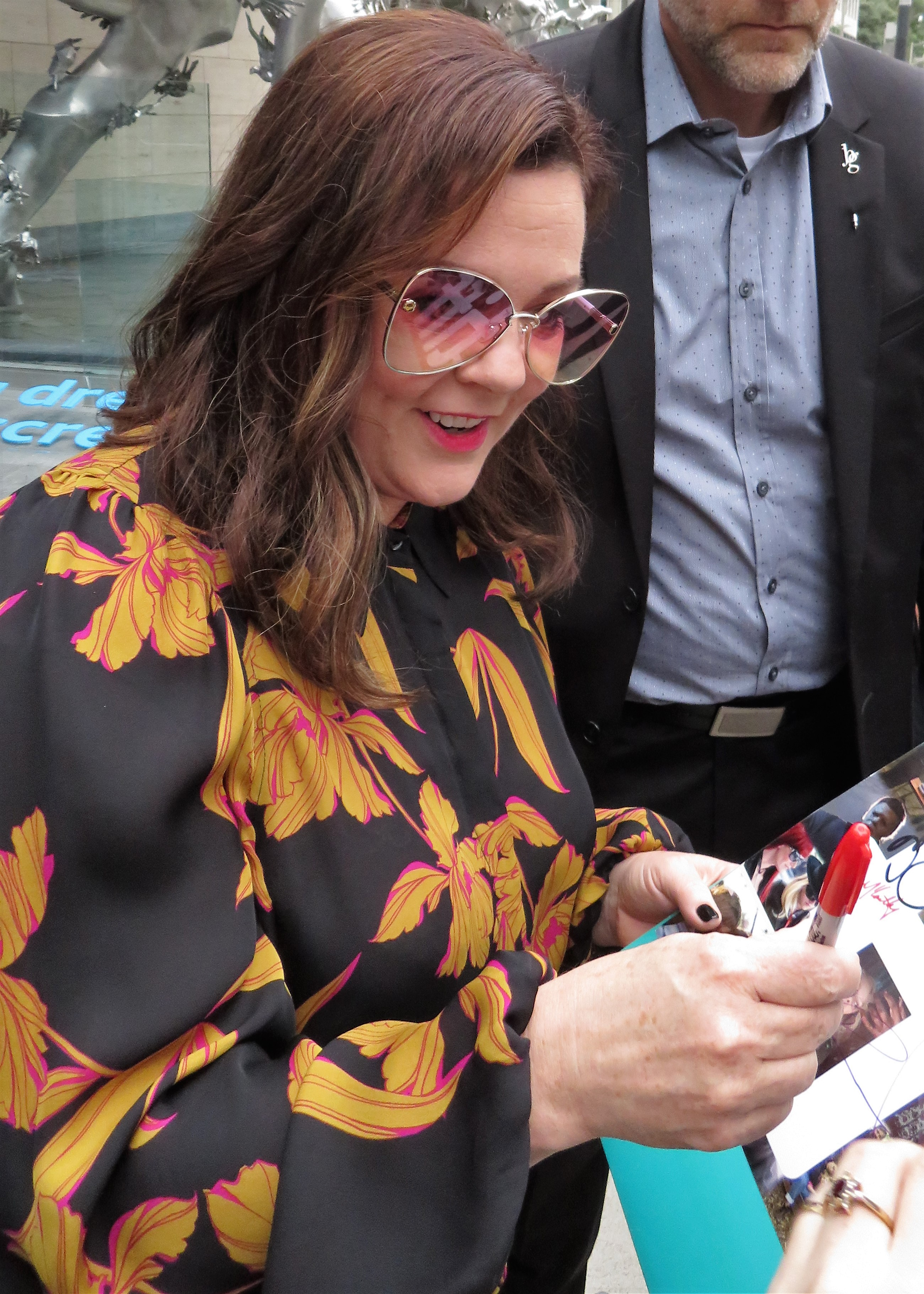
McCarthy en una conferencia de prensa sobre la película en el Festival Internacional de Cine de Toronto (Sep 2018).

En abril de 2015 se anunció la película Can You Ever Forgive Me? basada en la autobiografía de Israel que, en un principio, sería protagonizada por Julianne Moore y dirigida por Nicole Holofcener, pero en julio de 2015 Moore reveló que había sido despedida del proyecto. En mayo de 2016 se confirmó que Melissa McCarthy interpretaría el papel de Israel, mientras que  Marielle Heller dirigiría la película. La película se filmó en Nueva York a principios de 2017.
El estreno mundial fue el 1 de septiembre de 2018 en el festival de cine de Telluride y se estrenó en el resto de los Estados Unidos el 19 de octubre de 2018. Por su interpretación en el papel de Lee Israel, McCarthy fue nominada al Óscar a la mejor actriz.